# Sanktuarium bł. Bolesławy Lament w Białymstoku
Sanktuarium pw. bł. Bolesławy Lament w Białymstoku – świątynia w Białymstoku jest jednym z dziewięciu sanktuariów należących do Archidiecezji białostockiej. Sanktuarium zostało erygowane w dniu 11 maja 1991 r. przez ks. bp Edwarda Kisiela.

## Historia

### Sanktuarium bł. Bolesławy Lament
Dom zakonny powstał na skutek darowizny Aleksandry Puchłowskiej, która wstąpiła do Zgromadzenia Sióstr Misjonarek Świętej Rodziny i ofiarowała posesję przy ul. Stołecznej 5 zabudowaną dwoma drewnianymi domkami. Jeden budynek został kanonicznie erygowany w roku 1936 przez bp Romualda Jałbrzykowskiego, który został przebudowany w 1937 r. na kaplicę pod wezwaniem Najświętszego Serca Jezusowego. W drugim domu zamieszkała  Bolesława Lament, która stąd kierowała pracami sióstr w Białymstoku, a latach 1946–1948 mieścił się tu też nowicjat zgromadzenia.
Pisma kierowane do Kurii Arcybiskupiej w Białymstoku,  o pozwolenie na wybudowanie nowego domu zakonnego przy ul. Stołecznej ze względu na to, że tu spędziła ostatnie lata życia i zmarła Założycielka Zgromadzenia matka przełożona Bolesława Lament przyniosły pozytywny skutek. Idea budowy domu w Białymstoku została zrealizowana w latach 1982–1991.
W 50-lecie założenia zgromadzenia przez Bolesławę Lament, 25 sierpnia 1987 r. nastąpiło otwarcie domu Matki Założycielki jako pomnika wdzięczności ku jej czci. Uroczystego poświęcenia kaplicy i domu zakonnego dokonał ks. bp Edward Kisiel Administrator apostolski w Białymstoku. Erygował też Drogę krzyżową i odprawił pierwszą Ofiarę Eucharystyczną w nowo pobudowanej kaplicy. W roku 1990 przebudowano kaplicę, powiększając ją na przyszłe sanktuarium. 11 maja 1991 r. ks. bp Edward Kisiel dokonał poświęcenia ołtarza w nowym sanktuarium. W czasie pielgrzymki do Polski Ojciec święty Jan Paweł II dnia 5 czerwca 1991 r. beatyfikował  Bolesławę Lament.
W październiku 1991 r. relikwie bł. Bolesławy zostały uroczyście przeniesione z Ratowa do Białegostoku. Dnia 14 listopada 1991 roku miało miejsce przeniesienie relikwii bł. Bolesławy z Katedry białostockiej do nowo wybudowanego sanktuarium jej imienia przy ul. Stołecznej w uroczystej procesji, której przewodniczył abp Metropolita mińsko-mohylewski przewodniczący Konferencji Episkopatu Rzymskokatolickiego Białorusi Kazimierz Świątek.
Dzisiaj w Polsce siostry służą Kościołowi  na 25 placówkach, głównie jako nauczycielki-katechetki, organistki, kancelistki, zakrystianki, przedszkolanki, opiekunki w świetlicach, pielęgniarki w szpitalach i hospicjum, opiekunki parafialne, w posłudze bezdomnym i samotnym. Zgromadzenie liczy 347 sióstr pracujących w Polsce, we Włoszech, w Zambii, w Kenii, w Stanach Zjednoczonych, na Białorusi, na Litwie i w Rosji.

### Historia kultu
Proces beatyfikacyjny matki Bolesławy został przeprowadzony w latach 1973–1991. W dniu 5 czerwca 1991 Jan Paweł II dokonał w Białymstoku beatyfikacji Bolesławy Lament, w czasie swojej IV Pielgrzymki do Ojczyzny.
Następnego dnia po beatyfikacji, (6 czerwca 1991 r.), w  kaplicy  bł. Bolesławy Lament, została koncelebrowana Mszę świętą, którą  odprawili: abp Tadeusz Kondrusiewicz, administrator apostolski Moskwy i bp. Aleksander Kaszkiewicz ordynariusz Grodna wraz z 20 kapłanami duszpasterzującymi na terenach Rosji i Białorusi.
Po Mszy św. i oddaniu czci relikwiom, wyruszyła z relikwiami piesza pielgrzymka do Grodna. W ciągu następnych dwóch tygodni dziewięcioosobowa grupa sióstr, mikrobusem seminaryjnym z Grodna, pokonała trasę 3 tysięcy kilometrów nawiedzając wspólnoty parafialne katolików żyjących w rozproszeniu na Białorusi. Były to między innymi parafie:  Baranowicze, Bobrujsk, Głębokie, Holszany, Homel, Lida, Mińsk, Mohylew, Mozyr, Nowogródek, Orsza, Oszmiana, Pińsk, Połock, Słonim, Witebsk na Białorusi oraz Wilno i Ejszyszki na Litwie.
Kult bl. Bolesławy Lament jest bardziej znany poza granicami  Polski niż w samej Polsce.